# Astragalus esperanzae
Astragalus esperanzae är en ärtväxtart som beskrevs av Marcus Eugene Jones. Astragalus esperanzae ingår i släktet vedlar, och familjen ärtväxter. Inga underarter finns listade i Catalogue of Life.